# اوساسای
اوساسای (به ایتالیایی: Ussassai) یک کومونه در ایتالیا است که در استان الیاسترا واقع شده‌است. اوساسای ۴۷٫۴ کیلومتر مربع مساحت و ۷۰۶ نفر جمعیت دارد و ۶۷۰ متر بالاتر از سطح دریا واقع شده‌است.